# Boursdorf
Boursdorf, (en luxembourgeois : Buerschdref), est un lieu-dit de la commune luxembourgeoise de Rosport-Mompach située dans le canton d'Echternach.